# Credomesse
Als Credomesse bezeichnet man einen Typus von Messvertonungen, die durch eine besondere Betonung des Credo charakterisiert sind.
Während bei meisten herkömmlichen Vertonungen des Messordinariums die zentrale Aussage des Credo “Credo in unum deum …” (deutsch: „Ich glaube an den einen Gott …“) vom Zelebranten intoniert und somit überhaupt nicht vom Chor gesungen wird, lässt sich eine Gruppe von Messvertonungen identifizieren, die durch eine freiere Textbehandlung eine besondere Betonung der Glaubensaussage erwirken. Typischerweise wird nach jedem einzelnen Glaubenssatz des Nicäno-Konstantinopolitanums ein bekräftigender (meist wiederholter) „Credo“-Ruf eingeschoben. Für die Komponisten ermöglicht diese Art der Textbehandlung „eine musikalisch wirksame und geistvolle Lösung des spröden Formproblems“, eine lange Reihe von sprachlich ähnlich geformten, dogmatisch gleichrangigen Sätzen abwechslungsreich musikalisch auszugestalten.
Die weiteste Verbreitung dieses Messtypus findet sich in Wien im 18. Jahrhundert, oftmals von Komponisten, die aus Italien stammten. Dass auch italienische Komponisten wie Niccolò Jommelli und Baldassare Galuppi, die keinen Bezug zu Wien hatten, diesen Messtypus pflegten, lässt eine Entstehung in Italien vermuten.
Credomessen schufen u. a. die folgenden Komponisten:
- Marc’Antonio Ziani (um 1653–1715): Missa a 5[3]
- Johann Joseph Fux (um 1660–1741)
- Mathias Öttl (1675–1725)
- Johann Georg Reinhardt (1676/77–1742)
- Francesco Bartolomeo Conti (1682–1732)[4]
- Valentin Rathgeber (1682–1750)[5]
- Luca Antonio Predieri (1688–1767)
- Giovanni Giorgi (um 1690–1762)
- Franz Gerhard Pruneder (1692–1764)[6]
- Ferdinand Schmidt (1694–1756)
- Bernhard Paumann († 1728)
- Karlmann Pachschmidt (1700–1734)
- Baldassare Galuppi (1706–1785)
- Marianus Königsperger (1708–1769)[7]
- Georg Donberger (1709–1768)[8]
- Ignaz Holzbauer (1711–1783)
- Niccolò Jommelli (1714–1774)
- Wolfgang Amadeus Mozart (1756–1791)
  - Missa brevis in F-Dur KV 192 „Kleine Credomesse“
  - Messe in C-Dur KV 257 „(Große) Credomesse“

Auch die Missa solemnis d-Moll (1811) von Luigi Cherubini und die Petite Messe solennelle (1863) von Gioachino Rossini weisen die besondere Behandlung des Credo-Rufs auf.